# Дисбактеріоз
Дисбактеріо́з (від грец. дис- — префікс, який означає «відхилення від норми», «порушення функції» і «бактерія», часто в медичній літературі — «дисбіоз») — якісна зміна нормального видового складу бактерій (мікробіоти) кишки або шкіри, що є проявом багатьох хвороб.
Дисбактеріоз виникає внаслідок порушення рівноваги кишкової мікрофлори через низку можливих причин: вживання антибактеріальних речовин, зокрема антибіотиків, неправильного харчування, порушення функції імунітету тощо. Внаслідок порушення конкурентних взаємин нормальної мікрофлори органу їхнє місце часто займають патогенні мікроорганізми, наприклад, гриби кандида або аспергіл.
У МКХ-10 ця рубрика відсутня, й ті симптоми, які зазвичай приписуються дисбактеріозу кишки, є проявом синдрому подразненого кишечника або прихованої лактазної недостатності. Проте цей діагноз часто вживається у медицині країн колишнього СРСР.

## Фактори розвитку дисбактеріозів
Екзогенні
- Професійні (промислові отрути)
- Санітарно-гігієнічні
- Фізичні та хімічні
- Іонізуюче випромінювання
- Клімато-географічні

Ендогенні
- Імунні порушення
- Стресові стани
- Соматичні захворювання (патологія кишки, жовчного міхура та жовчовивідних шляхів, печінки та підшлункової залози, атрофічний гастрит, виразкова хвороба шлунку та дванадцятипалої кишки, стани після резекції шлунка)
- Інфекційні захворювання
- Ішемія кишки
- Ревматичні захворювання, склеродермія, системний червоний вовчак (СЧВ) та інші хвороби сполучної тканини
- Цукровий діабет
- Похилий та старечий вік
- Нераціональне харчування
- Голодування
- Медикаментозний вплив: антибіотики, сульфаніламіди, нестероїдні протизапальні препарати (НПЗП), наркотичні, місцеві анестетики; препарати адсорбуючої дії, інші лікарські засоби можуть змінювати моторику кишки, порушувати утворення муцину

## Стадії дисбактеріозу
- І стадія характеризується помірним зменшенням чисельності облігатних бактерій у порожнині кишки (клінічні поояви відсутні).
- ІІ стадія характеризується критичним зниженням чисельності біфідобактерій та лактобацил кишки (облігатна мікрофлора). При цьому відзначається стрімкий розвиток популяції патогенних бактерій. На цій стадії дисбактеріозу проявляються перші порушення роботи кишки: пронос, біль у животі, метеоризм.
- ІІІ стадія характеризується запаленням стінок кишки під впливом патогенів. На цьому етапі дисбактеріозу пронос має стійкий хронічний характер. У дітей може з'явитися затримка у розвитку.
IV стадія — облігатна флора кишки майже відсутня або присутня у малих кількостях. Переважна маса мікроорганізмів — умовно патогенні й патогенні бактерії та гриби. На цій стадії дисбактеріозу виникає загальне виснаження організму, анемія, авітаміноз.

## Клінічні прояви
Клінічні прояви дисбіозу кишки варіабельні. У деяких хворих перебіг безсимптомний.
Однак часто клінічна картина характеризується такими ознаками:
- синдромом кишкової диспепсії:

- метеоризм, бурчання, здуття живота;
- дискомфорт, відчуття важкості;
- біль (спастичний або тупий, ниючий), відчуття розпирання;
- нестійкі випорожнення (пронос або запор, чергування);

- синдромом порушення травлення:

- стеаторея;
- порушення всмоктування жиророзчинних вітамінів (D, K);
- порушення водно-електролітного балансу;

- астеновегетативним синдромом (зумовлений гіпо- та авітамінозом, диспротеїнемією, інтоксикацією).

Виявляють анемію, гіповітаміноз, остеомаляцію, порушення згортання крові, гіпопротеїнемію та можливе зменшення маси тіла. Характерний астеновегетативний синдром, який проявляється слабкістю, підвищеною втомлюваністю, зниженням працездатності, порушенням сну, головним болем.
У залежності від переважного виду патогенної мікрофлори дисбактеріоз перебігає по-різному. Найчастіше відмічають дисбактеріоз грибковий, стафілококовий, протейний, синьогнійний, ешерихіозний тощо; такий, який спричинюють різні асоціації цих мікроорганізмів.

## Діагностика
Обов'язкове дослідження травного тракту, у тому числі шлунку, підшлункової залози, гепатобіліарної системи, тонкої та товстої кишки, із застосуванням ендоскопічного дослідження, іноді контрастної рентгенографії. Для оцінки перетравлювання та всмоктування жирів, білків та вуглеводів певною мірою застосовують копроцитограму.
Діагностика у більшості випадків базується на даних бактеріологічного дослідження фекалій шляхом посіву на спеціальні поживні середовища.

## Лікування
Призначаються про- та пребіотики.